# Soalhães
Soalhães [soɐ'ʎɐ̃ĩʃ] ist eine Kleinstadt (Vila) und eine Gemeinde in Portugal.

## Geschichte
Funde belegen eine vorgeschichtliche Besiedlung. Hier bestand später eine befestigte Siedlung der Castrokultur. Laut Joseph M. Piel ist der heutige Ortsname allerdings germanischen Ursprungs und geht auf die Zeit während des Westgotenreichs zurück. Im 11. Jahrhundert bestand hier ein Kloster, das durch König D. Sancho II. vor 1245 aufgelöst wurde und in den königlichen Erhebungen von 1258 nur noch als einfache Gemeindekirche aufgeführt wurde.
König D. Manuel I. gab Soalhães 1514 erste Stadtrechte. Ein eigener Kreis war es bereits im 13. Jahrhundert geworden. Im Zuge der verschiedenen Verwaltungsreformen nach der Liberalen Revolution 1822 und dem folgenden Miguelistenkrieg wurde der Kreis 1853 aufgelöst und als Gemeinde dem Kreis Marco de Canaveses angegliedert.

## Verwaltung
Soalhães ist eine Gemeinde (Freguesia) im Kreis (Concelho) von Marco de Canaveses, im Distrikt Porto. In ihr leben 3322 Einwohner (Stand 19. April 2021). Sie ist im Kreis die größte Gemeinde an Fläche, und die zweitgrößte an Bevölkerung.

## Söhne und Töchter der Stadt
- João Martins de Soalhães († 1325), Erzbischof von Braga
- José de Queirós Alves (* 1941), Erzbischof von Huambo